# Skaudvilė
Skaudvilė è una città della Lituania, situata nella contea di Tauragė.